# Osbornellus arabicus
Osbornellus arabicus är en insektsart som beskrevs av Dlabola 1987. Osbornellus arabicus ingår i släktet Osbornellus och familjen dvärgstritar. Inga underarter finns listade i Catalogue of Life.